# 寺包山崖墓
寺包山崖墓位於四川省廣元市朝天區，文物遺址年代判定為唐、宋。2012年7月16日公佈為第八批四川省文物保護單位。

## 簡介[2]
寺包山崖墓位於四川省廣元市朝天區曾家鎮榮樂村四組，坐北朝南，分佈面積80平方公尺。現存唐代開鑿的崖墓2座，宋代摩崖碑刻1通。墓室橫向排列，長3.4公尺，高2.2公尺，深2.8公尺，頂部呈拱形。崖墓東側距地面3公尺處有1石碑室，始建於南宋開禧年間，碑室高1公尺，寬0.8公尺，深0.25公尺，左右邊框石雕像2尊，碑文17行，每行17字，碑文記載墓主人為貴妃之後裔陳思聰，宋開禧年間曾在此建造玉人廟守護崖墓。現存廟基遺跡、墓室及部分石刻。該崖墓對於為研究當時的政治、經濟和歷史文化、墓葬形制、喪葬習俗和生活狀況提供了極其寶貴的資料，具有極高的歷史、科研價值。2000年，寺包山崖墓被廣元市朝天區人民政府公佈為區（縣）級文物保護單位。